# Salinibacter altiplanensis
Salinibacter altiplanensis es una bacteria gramnegativa del género Salinibacter. Fue descrita en el año 2018. Su etimología hace referencia al altiplano argentino. Es aerobia, con forma alargada y móvil. Tiene un tamaño de 0,9-1,17 μm de ancho por 3,2-4 μm de largo. Forma colonias rojas, circulares, convexas y con márgenes enteros. Temperatura de crecimiento óptima de 30 °C. Es halófila extrema con una salinidad óptima de más de 15% de NaCl. Catalasa y oxidasa positivas. Tiene un genoma de 3,5 Mpb y un contenido de G+C  de 64,4%. Se ha aislado en el Salar de Antofalla y Llullialliaco, Argentina.